# Еліс Вільямс (водне поло)
Еліс Вільямс (англ. Alys Williams; нар. 28 травня 1994) — американська ватерполістка. Олімпійська чемпіонка 2020 року.